# Giải bóng đá nữ vô địch quốc gia 2009
Giải bóng đá nữ vô địch quốc gia 2009, có tên chính thức là Giải bóng đá nữ vô địch quốc gia - Cúp Austdoor 2009 vì lý do tài trợ, là giải đấu bóng đá lần thứ 12 của Giải vô địch bóng đá nữ Việt Nam do VFF tổ chức và Công ty cửa Austdoor tài trợ. Đây là lần thứ 4 giải bóng đá nữ Vô địch Quốc gia nhận được sự quan tâm ủng hộ của các doanh nghiệp. Lần đầu tiên vào mùa giải 2003 với nhà tài trợ Kotex, lần thứ hai vào năm 2005 với nhà tài trợ đó là Agribank, lần thứ ba vào năm 2006 với sự hợp tác của Công ty Cổ Phần tập đoàn Việt Á-VAPower và lần này là Công ty cửa AUSTDOOR. Theo kế hoạch, Giải bóng đá nữ Vô địch Quốc gia - AUSTDOOR Cup 2009 sẽ khai mạc vào ngày 24 tháng 3 năm 2009 với sự tham dự của 6 đội bóng gồm: Hà Nội, Hòa Hợp Hà Nội, Thành phố Hồ Chí Minh, Phong Phú Hà Nam, Gang Thép Thái Nguyên và Than Khoáng sản Việt Nam. Giải diễn ra theo thể thức vòng tròn 2 lượt tính điểm xếp hạng. Lượt đi diễn ra tại tại Sân vận động Thái Nguyên thuộc Thái Nguyên và lượt về tổ chức tại Sân vận động Hà Đông ở Hà Nội.

## Địa điểm thi đấu
- Lượt đi diễn ra tại Sân vận động Thái Nguyên, Thành phố Thái Nguyên, Tỉnh Thái Nguyên.
- Lượt về diễn ra tại Sân vận động Hà Đông, Quận Hà Đông, Thủ đô Hà Nội.

## Thông tin giải đấu
- So với Giải vô địch bóng đá nữ Việt Nam 2008 thì giải năm nay có một đội bóng đổi tên từ Hoà Hợp Hà Tây thành Hoà Hợp Hà Nội do sự sáp nhập tỉnh Hà Tây vào Hà Nội.
- Hà Nội:Ông Đặng Quốc Tuấn thay ông Nguyễn Văn Thành làm huấn luyện viên trưởng kể từ ngày 18 tháng 4 năm 2009.[3]
- Hoà Hợp Hà Nội: Ông Phạm Hùng Vương trợ lý huấn luyện viên kể từ ngày 18 tháng 4 năm 2009 [3]
- Thái Nguyên: Câu lạc bộ bóng đá nữ Thái Nguyên đổi tên thành Câu lạc bộ bóng đá nữ Gang Thép Thái Nguyên kể từ ngày 18 tháng 4 năm 2009.[4]

## Cách tính điểm, xếp hạng
- Đội thắng: 3 điểm
- Đội hoà: 1 điểm
- Đội thua: 0 điểm

Tính tổng số điểm của các Đội đạt được để xếp thứ hạng.
- Nếu có từ 2 đội trở lên bằng điểm nhau, trước hết sẽ tính kết quả các trận đấu giữa các đội đó với nhau theo thứ tự: số điểm; hiệu số bàn thắng-bàn thua; số bàn thắng. Nếu các chỉ số này vẫn bằng nhau thì tiếp tục xét các chỉ số của toàn bộ các trận đấu trong giải theo thứ tự: Hiệu số của tổng số bàn thắng- tổng số bàn thua; tổng số bàn thắng. Nếu vẫn bằng nhau sẽ tổ chức bốc thăm để xác định đội xếp trên.

## Giải thưởng
- Đội Nhất: Cúp, cờ, HCV và 80 triệu đồng
- Đội xếp thứ Nhì: Cờ, HCB và giải thưởng 60 triệu đồng
- Đội xếp thứ Ba: Cờ, HCĐ và giải thưởng 30 triệu đồng
- Giải phong cách: Cờ và giải thưởng 10 triệu đồng
- Cầu thủ xuất sắc nhất giải: 5 triệu đồng
- Thủ môn xuất sắc nhất giải: 3 triệu đồng
- Cầu thủ ghi nhiều bàn thắng nhất: 3 triệu đồng.[5]

## Bảng xếp hạng

### Bảng tổng sắp
| TT | Đội                   | Trận | Thắng | Hòa | Thua | BT | BB | Điểm |
| 1  | Hà Nội                | 10   | 7     | 2   | 1    | 14 | 6  | 23   |
| 2  | TKS Việt Nam          | 10   | 6     | 4   | 0    | 16 | 1  | 22   |
| 3  | Hoà Hợp Hà Nội        | 10   | 4     | 2   | 4    | 13 | 8  | 14   |
| 4  | Tp.Hồ Chí Minh        | 10   | 2     | 4   | 4    | 8  | 11 | 10   |
| 5  | Phong Phú Hà Nam      | 10   | 2     | 3   | 5    | 6  | 13 | 9    |
| 6  | Gang Thép Thái Nguyên | 10   | 1     | 1   | 8    | 4  | 22 | 4    |

## Lịch thi đấu và kết quả chi tiết

### Lượt đi
| Lượt đi    | Lượt đi          | Lượt đi | Lượt đi          | Lượt đi |
| ---------- | ---------------- | ------- | ---------------- | ------- |
| Ngày       | Đội              | Tỷ số   | Đội              |         |
| 24 tháng 3 | Thái Nguyên      | 0 - 0   | Tp.Hồ Chí Minh   |         |
| 25 tháng 3 | Phong Phú Hà Nam | 0 - 2   | TKS Việt Nam     |         |
| 26 tháng 3 | Hà Nội           | 1 - 0   | Hoà Hợp Hà Nội   |         |
| 28 tháng 3 | Phong Phú Hà Nam | 0 - 1   | Thái Nguyên      |         |
| 29 tháng 3 | Hà Nội           | 1 - 0   | Tp.Hồ Chí Minh   |         |
| 30 tháng 3 | TKS Việt Nam     | 1 - 0   | Hoà Hợp Hà Nội   |         |
| 1 tháng 4  | Thái Nguyên      | 0 - 1   | Hà Nội           |         |
| 2 tháng 4  | Tp.Hồ Chí Minh   | 0 - 0   | TKS Việt Nam     |         |
| 3 tháng 4  | Hoà Hợp Hà Nội   | 3 - 0   | Phong Phú Hà Nam |         |
| 5 tháng 4  | TKS Việt Nam     | 2 - 0   | Hà Nội           |         |
| 6 tháng 4  | Phong Phú Hà Nam | 0 - 1   | Tp.Hồ Chí Minh   |         |
| 7 tháng 4  | Hoà Hợp Hà Nội   | 1 - 0   | Thái Nguyên      |         |
| 9 tháng 4  | Hà Nội           | 4 - 1   | Phong Phú Hà Nam |         |
| 10 tháng 4 | Tp.Hồ Chí Minh   | 1 - 1   | Hoà Hợp Hà Nội   |         |
| 11 tháng 4 | Thái Nguyên      | 0 - 2   | TKS Việt Nam     |         |

### Lượt về
| Lượt về    | Lượt về               | Lượt về | Lượt về               | Lượt về |
| ---------- | --------------------- | ------- | --------------------- | ------- |
| Ngày       | Đội                   | Tỷ số   | Đội                   |         |
| 18 tháng 4 | Hà Nội                | 3 - 1   | Hoà Hợp Hà Nội        |         |
| 19 tháng 4 | Phong Phú Hà Nam      | 3 - 1   | Gang Thép Thái Nguyên |         |
| 20 tháng 4 | TKS Việt Nam          | 2 - 0   | Tp.Hồ Chí Minh        |         |
| 22 tháng 4 | Hoà Hợp Hà Nội        | 4 - 1   | Gang Thép Thái Nguyên |         |
| 23 tháng 4 | Hà Nội                | 2 - 1   | Tp.Hồ Chí Minh        |         |
| 24 tháng 4 | TKS Việt Nam          | 0 - 0   | Phong Phú Hà Nam      |         |
| 26 tháng 4 | Tp.Hồ Chí Minh        | 0 - 3   | Hoà Hợp Hà Nội        |         |
| 27 tháng 4 | Phong Phú Hà Nam      | 0 - 0   | Hà Nội                |         |
| 28 tháng 4 | Gang Thép Thái Nguyên | 0 - 6   | TKS Việt Nam          |         |
| 30 tháng 4 | Tp.Hồ Chí Minh        | 1 - 1   | Phong Phú Hà Nam      |         |
| 1 tháng 5  | Hà Nội                | 1 - 0   | Gang Thép Thái Nguyên |         |
| 2 tháng 5  | Hoà Hợp Hà Nội        | 0 - 0   | TKS Việt Nam          |         |
| 4 tháng 5  | Gang Thép Thái Nguyên | 1 - 3   | Tp.Hồ Chí Minh        |         |
| 5 tháng 5  | TKS Việt Nam          | 1 - 1   | Hà Nội                |         |
| 5 tháng 5  | Phong Phú Hà Nam      | 1 - 0   | Hoà Hợp Hà Nội        |         |

## Kết quả tổng hợp
- Đội vô địch:Hà Nội
- Đội hạng nhì:Than Khoáng Sản Việt Nam
- Đội thứ ba:Hoà Hợp Hà Nội
- Giải phong cách:Phong Phú Hà Nam
- Cầu thủ xuất sắc nhất: Đào Thị Miện (8-Hoà Hợp Hà Nội)
- Cầu thủ ghi nhiều bàn thắng nhất:Đỗ Thị Ngọc Châm (8-Hà Nội) với 7 bàn thắng.
- Thủ môn xuất sắc nhất: Nguyễn Thanh Hảo (30-Than Khoáng Sản Việt Nam)